# Françoise d'Eaubonne
Françoise d'Eaubonne (París, 12 de marzo de 1920 - ibídem, 3 de agosto de 2005) fue una escritora y feminista francesa que acuñó el término ecofeminismo (écologie-féminisme, éco-féminisme o écoféminisme) en 1974.

## Biografía
Su padre fue miembro del Sillón, un movimiento religioso francés, que también tenía tendencias anarquistas, mientras que su madre fue una hija de un revolucionario español carlista. Su infancia en Toulouse estuvo marcada por la decadencia física de su padre, debida a los efectos de los gases en las trincheras durante la guerra de 1914. Cuando tenía 16 años estalló la Guerra Civil en España y a los 19 fue testigo de la llegada de los republicanos exiliados.
Entre los 20 y los 25 años sufrió las penurias propias de la época y tuvo contacto, al fin de la Segunda Guerra Mundial, con los convictos judíos que volvían de los campos, en una de las grandes estaciones de tren parisinas. Más tarde trató sus sentimientos sobre este periodo de su vida bajo el evocador título Chienne de Jeunesse (lit, juventud perra).
Las vivencias de la infancia junto con su personalidad hipersensible fueron las bases de su forma crítica de explorar el mundo, que la llevaron a convertirse en una militante feminista radical. Durante un tiempo formó parte del Partido Comunista francés, y más tarde cofundó, junto con Guy Hocquenghem y Anne-Marie Grélois el primer movimiento revolucionario gay de Francia, el FHAR (Front homosexuel d'action révolutionnaire), Frente Homosexual de Acción Revolucionaria, en 1971.
Acuñó el término ecofeminismo en su obra Le féminisme ou la mort en 1974 . En su vida de literata y militante se relacionó con otras importantes figuras del siglo XX como Colette, Simone de Beauvoir y Sartre, Jean Cocteau, y otros muchos.
En 1978 creó el que llamó  Movimiento Ecologismo-Feminismo, que pese a no tener eco en París, consiguió gran número de seguidoras en Estados Unidos, donde se creó una cátedra sobre el tema a la que Françoise d’Eaubonne fue invitada como conferenciante.
Françoise reclamaba el cuerpo femenino como propiedad de una misma, eso llevó a que muchas mujeres, como ella misma, se dieran cuenta de los peligros para la salud que suponía el uso de determinados pesticidas, fertilizantes o la medicación excesiva.
Fue madre de dos hijos, aunque nunca adquirió compromiso matrimonial con ningún hombre. Murió en París el 3 de agosto de 2005. Su cuerpo fue cremado en el Cementerio del Père-Lachaise y sus cenizas fueron esparcidas en la Bahía de Quiberon en la Bretaña.

## Obra
Siguiendo su lema "ni un solo día sin una línea", Françoise d'Eaubonne escribió más de 50 obras, desde Colonnes de l'âme (poesía, 1942) a L'Évangile de Véronique (ensayo, 2003). También fue autora de novelas de ciencia ficción, como L'échiquier du temps y Rêve de feu.
Algunas de sus obras son:
- Novelas, entre las que se encuentran: 
  - Le cœur de Watteau, 1944
  - Comme un vol de gerfauts, premio del público 1947[1]
  - Belle Humeur ou la Véridique Histoire de Mandrin, 1957
  - Les Tricheurs, 1959
  - Jusqu'à la gauche, 1963
  - Les Bergères de l'Apocalypse, 1978
  - Je ne suis pas née pour mourir, 1982
  - Terrorist's blues, 1987
  - Floralies du désert, 1995
- Biografías, entre las que se encuentran : 
  - La vie passionnée d'Arthur Rimbaud, 1957
  - La vie passionnée de Verlaine, 1959
  - Une femme témoin de son siècle, Germaine de Staël, 1966
  - La couronne de sable, vie d'Isabelle Eberhardt, 1967
  - L'éventail de fer ou la vie de Qiu Jin, 1977
  - Moi, Kristine, reine de Suède, 1979
  - L'impératrice rouge : moi, Jiang King, veuve Mao, 1981
  - L'Amazone Sombre : vie d'Antoinette Lix, 1983
  - Louise Michel la Canaque, 1985
  - Une femme nommée Castor, 1986
  - Les scandaleuses, 1990
- Ensayos, entre ellos : 
  - Le complexe de Diane, érotisme ou féminisme, 1951
  - Y a-t-il encore des hommes?, 1964
  - Eros minoritaire, 1970
  - Le féminisme ou la mort, 1974, en el que expresó el ideario del ecofeminismo.[2]
  - Les femmes avant le patriarcat, 1976
  - Contre violence ou résistance à l'état, 1978
  - Histoire de l'art et lutte des sexes, 1978
  - Écologie, féminisme : révolution ou mutation ?, 1978
  - S comme Sectes, 1982
  - La femme russe, 1988
  - Féminin et philosophie : une allergie historique, 1997
  - La liseuse et la lyre, 1997
  - Le sexocide des sorcières, 1999
  - L'évangile de Véronique, 2003
- Poemas, entre los que se encuentran: 
  - Colonnes de l'âme, 1942
  - Démons et merveilles, 1951
  - Ni lieu, ni mètre, 1981

También escribió algunas novelas infantiles y otras actividades literarias como los panfletos (20 ans de mensonges,
contra Longo Maï), traducciones (Poemas de Emily Brontë), una edición crítica de las cartas de Gustave Flaubert, numerosos prefacios, etc.